# Florent Steiner
Florent Steiner, né en 1978, est un entrepreneur et investisseur français, fondateur du site internet de rencontres AdopteUnMec.

## Biographie
En 1989, Florent Steiner s'intéresse à la programmation informatique et son meilleur ami d'école est Manuel Conejo. Travaillant d'abord dans le secteur du jeu vidéo, il se marie à 21 ans, a une fille l'année suivante et divorce trois ans plus tard, avant de s'installer en colocation avec Conejo.
En 2007, ils fondent ensemble le site de rencontres AdopteUnMec : Conejo s'occupe du marketing, Steiner de la technique. En 2010, l'entreprise se lance sur le marché américain.
Florent Steiner crée le fonds d'investissement Pinou Capital en août 2013. Avec cette société, il co-produit la série française d'animation Lastman en 2016, et finance plusieurs autres projets de recherche.
La même année, Steiner fonde le jeu d'évasion grandeur nature Epsilon Escape à Paris avec Guillaume Natas. Dans le cadre de ce jeu, il reçoit l'Escape Game Award parisien du meilleur gameplay en 2016. La structure reçoit également le prix du meilleur accueil en 2017. L'année suivante, la collection Escape Game voit le jour aux éditions Mango : il est co-auteur de deux des ouvrages publiés dans cette collection en février 2018.
En novembre 2017, Steiner ouvre la Maison de la Poutine avec ses associés Guillaume Natas et Erwan Caradec.